# Милий
Ми́лий, Милио́н (греч. Μίλ(λ)ιον — мильный камень), Милиа́рий (лат. Milliarium) — древнее сооружение, находившееся в центре Константинополя, столицы Византийской империи. Являло собой мраморную колонну, стоявшую в центре квадратного здания с пирамидальной крышей (тетрапилона). Выполненная из мрамора колонна выполняла ту же функцию, что и Milliarium Aureum в Риме: от неё отсчитывалась протяженность всех дорог империи. Само здание изначально было украшено многочисленными скульптурами и картинами. Построенный в IV веке при основании города, Милий просуществовал вплоть до начала XVI столетия, когда его снесли захватившие Константинополь турки-османы. В 1960-х годах, в ходе раскопок недалеко от собора Святой Софии были обнаружены остатки одной из несущих конструкций тетрапилона. Ныне этот фрагмент выставлен в северном дворе собора в стамбульском районе Фатих, недалеко от Большой цистерны.

## История и описание
Когда император Константин I Великий перестраивал город Византий, чтобы основать на его месте новую столицу Римской империи («Новый Рим»), он много чего позаимствовал из городского устройства «Старого Рима». Поэтому в центре города было возведено сооружение, получившее название Милион (или Милий) и бывшее идентичным по своему предназначению римскому Milliarium Aureum: в его центре стояла колонна, от которой отсчитывалась протяженность всех дорог империи.
Однако константинопольский «мильный камень» был устроен куда более сложно, чем его римский двойник. Он представлял из себя тетрапилон (двойная триумфальная арка) с пирамидальной крышей, стоявший на четырёх арках. В его центре возвышалась мраморная колонна (собственно Милий), на которой были высечены расстояния до основных городов империи. Под крышей рядом с колонной находились обращённые на восток статуи императора Константина и его матери Елены с крестом в руках, а также изображение богини Тюхе позади них.
По описанию историка-византиниста Джона Норвича, милий сразу после постройки выглядел следующим образом:
«Центральным местом нового города Константина стал Милион, или Первый Мильный Камень. Он состоял из четырех триумфальных арок, образующих площадь, которую венчал купол, на нем была установлена самая почитаемая христианская реликвия – Честной Крест Господень, привезенный императрицей Еленой из Иерусалима за год или два до этого». 
Тетрапилон Милий находился в самом сердце Константинополя, в западной части центральной площади Августеон, недалеко от стен древнего Византия. Именно здесь улица Меса поворачивала с северо-востока на запад и превращалась в главную артерию города. Административно Милий принадлежал I региону (району) города.
Начиная с VI века, Милий становится всё более важным пунктом в маршруте императорских процессий. Император Юстиниан I (527—565) установил на его крышу гномон солнечных часов в виде парящего позолоченного ангела, трубящего в фанфары. Следующий правитель Юстин II (565—578) украсил нижнюю часть тетрапилона статуями своей жены Софии, дочери Аравии и племянницы Елены. Также памятник был украшен конными статуями Траяна, Адриана и Феодосия II, а также квадригой бога Гелиоса.

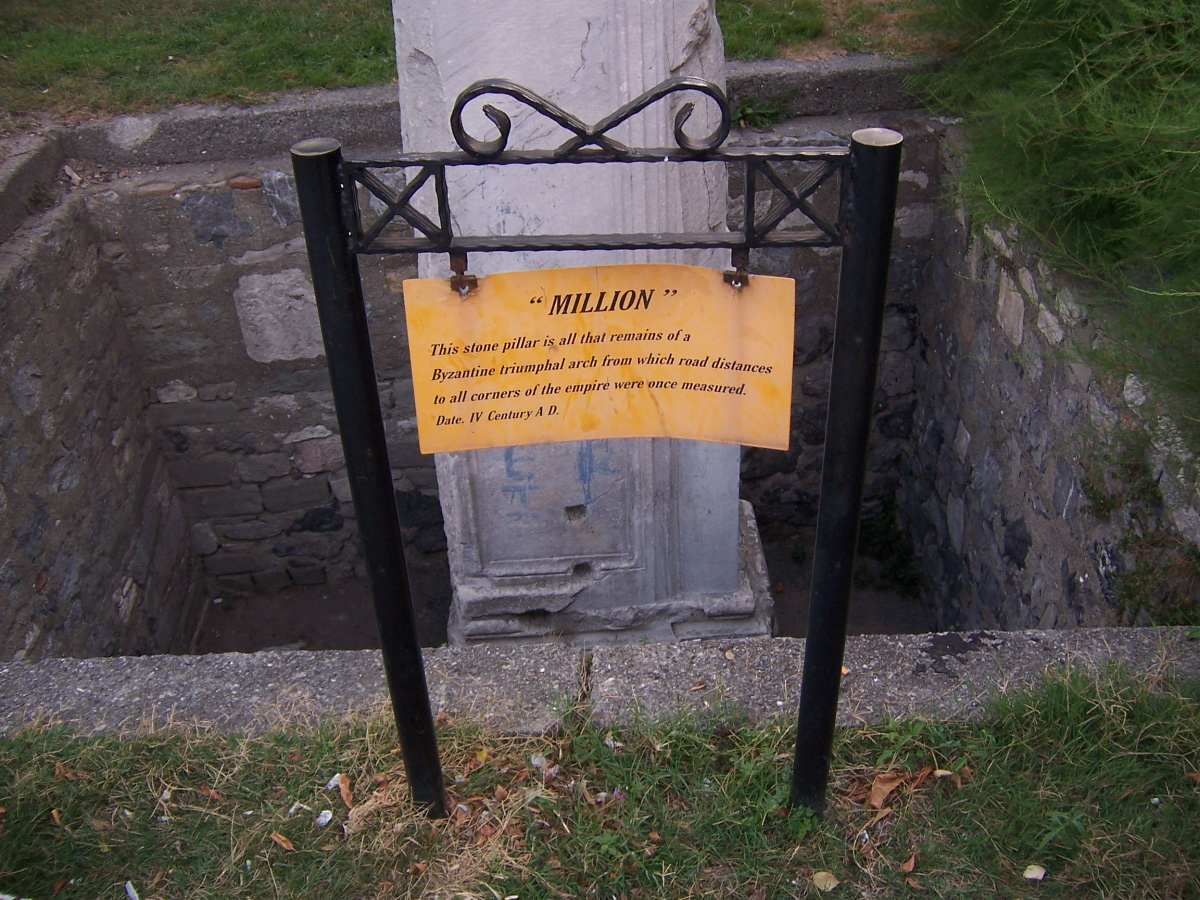
Табличка рядом с остатками Милиона

В первой половине VIII века, по приказу императоров Филиппика и Анастасия II своды здания были украшены картинами с изображением Вселенских соборов, однако в период иконоборчества император Константин V (741—775) заменил их сценами с ипподрома.
В период правления Комнинов (XI—XII века), ввиду своего выгодного стратегического положения Милий стал ареной городских боёв, в частности между императорами Никифором Вотаниатом и Алексеем Комнином, а также между правительственными войсками и императрицей Марией, которая с помощью Милиона удерживала площадь Августеон.
В 1204 году, когда крестоносцы захватили и разграбили Константинополь, стоявший на крыше здания позолоченный ангел был снят и переплавлен на монеты. В период с 1268 по 1271 годы, с падением Латинской империи, Милион вместе с Августеоном стал собственностью собора Айя-София.
После завоевания Константинополя османами (1453 год) Милий оставался практически нетронутым вплоть до начала XVI века, когда он был, вероятно, снесён в ходе расширения близлежащего акведука и последовавшего за ним строительства водонапорной башни.
В 1967—1968 годах, в ходе теоретических исследований местонахождения памятника и после сноса стоявших на этом месте зданий, в результате раскопок были обнаружены части фундамента и фрагмент одной из несущих конструкций Милия — столб, ныне выставленный напоказ во дворе собора Святой Софии. Эти останки были положительно идентифицированы как остатки Милия благодаря их близости к проходившей здесь в византийские времена канализации.